# Dundocera
Dundocera es un género de arañas araneomorfas de la familia Ochyroceratidae. Se encuentra en Angola.

## Lista de especies
Según The World Spider Catalog 14.5:
- Dundocera angolana (Machado, 1951) — Angola
- Dundocera fagei Machado, 1951 — Angola
- Dundocera gabelensis (Machado, 1951) — Angola